# 프라이버시
프라이버시(privacy)는 개인이나 집단이 자기 자신이나 자신에 대한 정보를 외부와 격리하여, 선택적으로 자신을 표현할 수 있는 권리를 말한다.
프라이버시의 개념은 대개가 서양 문화, 특히 영국과 북아메리카와 관련되어 있다. 일부 연구가들에 따르면 프라이버시의 개념은 프랑스, 이탈리아같은 기타 서유럽 문화를 떼어놓더라도 앵글로아메리카 문화와 관계가 있다고 말한다. 이 용어가 서부 세계에서는 일반적으로 인지되고 있지만, 프라이버시 용어 자체가 최근까지도 일부 국가에서는 사실상 알려지지 않았다. 그러나 대부분의 문화는 더 넓은 사회와 공유하지 않는 자신만의 보이지 않는 정보에 대해서 인식하고 있다.
인터넷이 발전되면서 프라이버시의 중요성은 더 강조되고 있다. 법학 교수이자 저자인 제프리 로젠은 "인터넷은 컴퓨터가 모든 온라인 사진, 상태 업데이트, 트위터 게시물 및 블로그 항목을 영원히 저장할 수 있는" 시대에 프라이버시에 대한 새로운 우려를 가져왔다"고 말한다.
개인정보를 침해하는 여러 가지 기술이 있으며, 이는 영리 또는 정치적 이유로 기업이나 정부에서 사용할 수 있다. 반대로 개인정보를 보호하기 위해 암호화 또는 익명성 조치를 사용할 수도 있다.

## 어원의 설명
프라이버시라는 단어는 라틴어 단어이자 '프라이바투스'라는 개념에서 유래했으며, 이는 공적인 것과 구별되는 것들을 의미한다; 개인적이고 자신에게 속하며 국가에 속하지 않는 것들을 의미한다. 문자 그대로, 'privatus'는 라틴어 동사 'privere'의 과거 분사로 ' 박탈당하다'라는 뜻이다.

## 역사

### 프라이버시에 대한 철학적 견해
프라이버시의 개념은 역사적으로 수많은 철학자들에 의해 탐구되고 논의되어 왔다.
프라이버시는 고대 그리스 철학 논의에서 역사적 뿌리를 두고 있다. 이 중 가장 잘 알려진 것은 아리스토텔레스가 정치 생활과 관련된 폴리스의 공적 영역과 가정 생활과 관련된 오이코스의 사적 영역이라는 두 가지 삶의 영역을 구분한 것이다. 유대인의 신격화 정경서 시라크에서는 사생활이 다른 기본적인 삶의 필수품들과 함께 중요하게 여겨진다.
이슬람의 성서인 꾸란에는 사생활과 관련하여 다음과 같이 명시되어 있다: '서로를 염탐하지 말라' (49:12); '거주자의 동의를 확신하지 않는 한 자신의 집을 제외한 모든 집에 들어가지 말라' (24:27).
영국 철학자 존 로크(1632-1704)의 자연권과 사회 계약에 관한 저서는 개인의 프라이버시 권리를 포함한 개인 권리에 대한 현대적 개념의 기초를 마련했다. 로크는 제2차 시민 정부론(1689)에서 인간은 생명, 자유, 재산에 대한 자연권을 통해 자신의 권리를 가질 수 있다고 주장했다. 그는 정부가 이러한 권리를 보호하여 개인이 개인 활동을 실천할 수 있는 사적인 공간을 보장받을 책임이 있다고 믿었다.
정치 영역에서 철학자들은 사적 판단의 권리에 대해 서로 다른 견해를 가지고 있다. 독일 철학자 게오르크 빌헬름 프리드리히 헤겔(1770-1831)은 개인의 사적 판단을 의미하는 모랄리테트와 기존 기업 질서에 정의된 권리와 의무와 관련된 시틀리히케이트를 구분한다. 반면 영국 철학자 제레미 벤담(1748-1832)은 법을 사생활 침해로 해석했다. 그의 공리주의 이론은 법적 행위가 인간의 복지에 기여하는 정도, 즉 필요한 효용에 따라 판단되어야 한다고 주장했다.
헤겔의 개념은 19세기 영국의 저명한 철학자 존 스튜어트 밀에 의해 수정되었다. 밀의 에세이 '자유에 대하여'(1859)는 다수의 폭정과 국가의 간섭으로부터 개인의 자유를 보호하는 것이 중요하다고 주장했다. 그의 견해는 개인의 발전과 자기 표현을 위해 프라이버시 권리가 필수적이라는 점을 강조했다.
감시를 둘러싼 논의는 프라이버시에 대한 철학적 사상과 맞물려 이루어졌다. 제레미 벤담은 1791년 파놉티콘이라는 감옥을 건축적으로 설계하면서 파놉티콘 효과라는 현상을 발전시켰다. 이 현상은 특정 순간에는 증명할 수 없는 감시에 대한 일반적인 인식으로서의 감시의 가능성을 탐구했다. 프랑스 철학자 미셸 푸코(1926-1984)는 파놉티콘 사건에서 감시의 가능성은 죄수가 교도소의 규칙을 따를 수밖에 없다는 것을 의미한다고 결론지었다.

### 기술

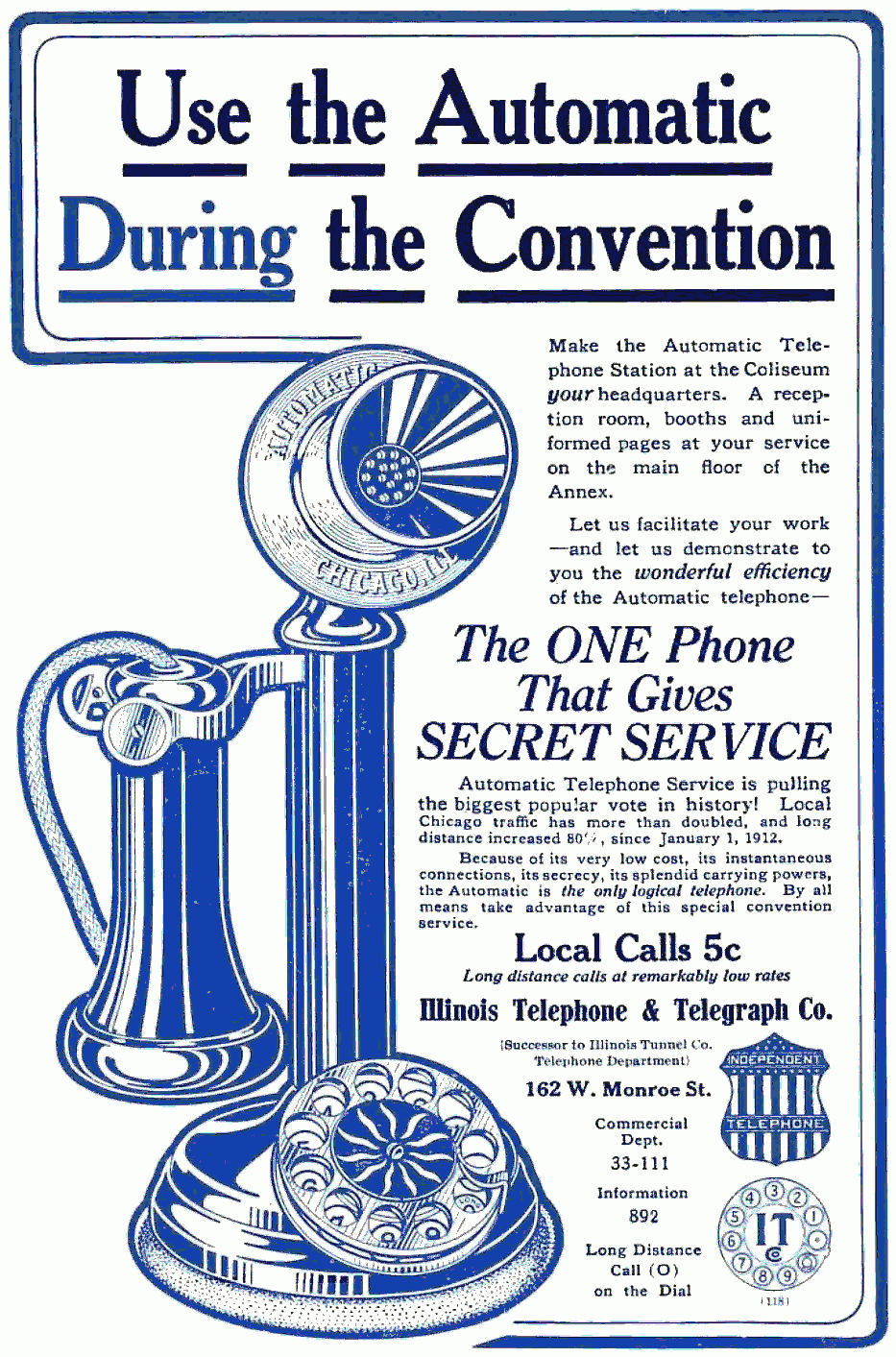
1912년 시카고에서 열린 공화당 전당대회 대표들이 이용할 수 있는 다이얼 전화 서비스 광고. 다이얼 전화 서비스의 주요 판매 포인트는 통화를 연결하는 작업자가 필요하지 않다는 점에서 "비밀"이라는 점이었다.

기술이 발전함에 따라 프라이버시가 보호되고 침해되는 방식도 변화했다. 인쇄기나 인터넷과 같은 일부 기술의 경우 정보 공유 능력의 향상으로 인해 프라이버시가 침해될 수 있는 새로운 방법이 등장할 수 있다. 미국에서 프라이버시를 옹호하는 최초의 출판물은 1890년 사무엘 워렌과 루이스 브랜다이스의 "프라이버시 권리"라는 논문이라는 데 일반적으로 동의한다. 그리고 인쇄 기술을 통해 가능해진 신문과 사진의 증가에 주로 대응하여 작성되었다.
1948년, 조지 오웰이 쓴 책 '1984'가 출간되었다. 고전 디스토피아 소설인 1984년은 전체주의 국가인 오세아니아에 위치한 윈스턴 스미스의 1984년 삶을 묘사한 작품이다. 빅 브라더가 이끄는 집권당인 집권당은 대량 감시와 제한된 언론 및 사상의 자유를 통해 권력을 장악할 수 있다. 조지 오웰은 전체주의가 특히 프라이버시와 검열에 미치는 부정적인 영향에 대해 논평한다. 1984년부터 현대의 검열과 개인정보 보호 사이에 유사점이 도출되었는데, 주목할 만한 예는 정부가 아닌 대형 소셜 미디어 회사들이 사용자의 데이터를 모니터링하고 검열 정책을 통해 온라인에서 허용되는 내용을 결정할 수 있다는 점이다. 이는 궁극적으로 금전적인 목적을 위해서이다.
1960년대에 사람들은 기술의 변화가 프라이버시 개념에 어떻게 변화를 가져오는지에 대해 고민하기 시작했다. 밴스 패커드의 '벌거벗은 사회'는 그 시대의 프라이버시에 관한 인기 있는 책으로, 당시 미국의 프라이버시 담론을 이끌었다. 또한, 앨런 웨스틴의 프라이버시와 자유는 개인정보 보호에 관한 논쟁을 물리적 관점에서, 정부가 개인의 신체를 통제하는 방식(예: 로 대 웨이드)과 도청 및 사진 촬영과 같은 기타 활동으로 전환시켰다. 중요한 기록이 디지털화됨에 따라 웨스틴은 개인 데이터가 너무 접근하기 쉬워지고 있으며, 개인이 데이터에 대한 완전한 관할권을 가져야 한다고 주장하여 현대적인 프라이버시 논의의 토대를 마련했다.
새로운 기술은 개인 정보를 수집하는 새로운 방법도 만들 수 있다. 2001년, 법적 소송인 Kylo 대 미국(533 U.S. 27)은 영장 없이도 이전에 알려지지 않은 정보를 공개할 수 있는 열화상 장치를 사용하는 것이 개인정보 침해에 해당한다고 판결했다. 2019년, 애플과 아마존은 경쟁 음성 인식 소프트웨어에서 기업 경쟁 관계를 발전시킨 후 직원들에게 친밀한 순간을 경청하고 내용을 충실히 전사하도록 요구했다.

#### 경찰(행정부)과 정부(입법부)
경찰과 시민들은 종종 경찰이 시민의 디지털 프라이버시를 어느 정도 침해할 수 있는지에 대해 갈등을 겪는다. 예를 들어, 2012년 대법원은 미국 대 존스 사건(565 U.S. 400)에서 만장일치로 영장 없이 차량 GPS 추적기를 사용해 마약을 소지한 혐의로 체포된 앙투안 존스 사건에서 영장 없는 추적이 수정헌법 제4조를 위반한다고 판결했다. 대법원은 또한 그리스월드 대 코네티컷 사건(1965)에서 이미 프라이버시에 대한 합리적인 기대가 확립되어 있었기 때문에 교통수단에 "사생활에 대한 합리적인 기대"가 있다고 정당화했다. 대법원은 또한 수정헌법 제4조가 물리적 침입 사례뿐만 아니라 디지털 사례와도 관련이 있다는 점을 명확히 하여 미국 대 존스 사건이 획기적인 사건이 되었다.
2014년, 대법원은 만장일치로 라일리 대 캘리포니아 사건(573 U.S. 373)에서 데이비드 레온 라일리가 경찰이 그의 휴대폰을 수색했을 때 만료된 번호판을 달고 운전한 혐의로 차를 세운 후 체포되었다. 그는 총격 사건과 관련이 있으며, 영장 없이 시민의 휴대폰을 수색하는 것은 부당한 수색이며 수정헌법 제4조 위반이라는 사실을 알게 되었다. 대법원은 휴대폰에 사소한 항목과 다른 개인 정보가 포함되어 있다고 결론지었으며, 클라우드에 저장된 정보가 반드시 증거의 한 형태는 아니라고 주장했다. 라일리 대 캘리포니아 사건은 분명히 중요한 사건이 되었으며, 경찰과 대면했을 때 시민의 프라이버시를 디지털로 보호하는 역할을 했다.
최근 디지털 프라이버시 측면에서 법 집행 기관과 시민 간의 갈등이 주목할 만한 사건은 2018년 사건인 카펜터 대 미국 사건(585 U.S. ____)이다. 이 사건에서 FBI는 영장 없이 휴대전화 기록을 사용하여 티모시 아이보리 카펜터를 여러 혐의로 체포했으며, 대법원은 휴대전화 기록의 영장 없는 수색이 수정헌법 제4조를 위반했다고 판결했다. 수정헌법 제4조는 "프라이버시에 대한 합리적인 기대"를 보호하며, 제3자에게 전송된 정보는 여전히 "프라이버시에 대한 합리적인 기대"에 포함될 수 있는 데이터에 해당한다고 언급했다.
법 집행 외에도 정부와 시민 간의 많은 상호작용이 합법적이든 불법적이든, 특히 내부 고발자를 통해 드러났다. 한 가지 주목할 만한 사례는 국가안보국(NSA)의 대량 감시 작전과 관련된 여러 작전을 공개한 에드워드 스노든으로, NSA가 제3자 민간 기업을 통해 방대한 양의 데이터를 수집하거나, 다른 대사관이나 국제 국가의 프레임워크를 해킹하거나, 다양한 데이터 유출 등을 통해 수백만 명의 보안을 지속적으로 침해하고 있다는 사실이 밝혀져 문화 충격을 불러일으켰고, 디지털 프라이버시와 관련된 국제적인 논쟁을 불러일으켰다.

## 인터넷
인터넷과 그 위에 구축된 기술은 점점 더 빠른 속도와 더 큰 규모로 새로운 형태의 사회적 상호작용을 가능하게 한다. 인터넷의 근간이 되는 컴퓨터 네트워크는 다양한 새로운 보안 문제를 야기하기 때문에 인터넷에서의 개인정보 보호에 대한 논의는 종종 보안과 혼동된다. 실제로 감시 경제에 관여하는 기업과 같은 많은 기업은 보안에 중점을 둔 프라이버시 개념화를 도입하여 프라이버시를 보호해야 하는 의무를 규제 준수의 문제로 축소한다. 동시에 이러한 규제 요구 사항을 최소화하기 위해 로비 활동을 하는 동안에 문제를 축소한다.
인터넷이 프라이버시에 미치는 영향에는 컴퓨팅 기술과 이를 제어하는 주체들이 사용자들의 프라이버시 기대를 전복시킬 수 있는 모든 방법이 포함된다. 특히 잊혀질 권리는 방대한 양의 데이터를 저장하고 검색할 수 있는 계산 능력과 무한정 저장되고 유지될 것이라고 예상하지 못한 채 온라인에 정보를 공유하는 사용자의 전복된 기대에 의해 동기 부여된다. 리벤지 포르노, 딥페이크와 같은 현상은 누군가의 동의 없이 이미지를 얻을 수 있는 능력과 그 콘텐츠를 널리 퍼뜨리기 위한 사회적, 경제적 인프라가 모두 필요하기 때문에 단순한 개인적인 현상이 아니다. 따라서 사이버 민권 이니셔티브와 전자 프론티어 재단과 같은 개인정보 보호 옹호 단체들은 인터넷으로 인한 새로운 개인정보 침해 문제를 해결하기 위해서는 암호화와 익명성에 대한 기술적 개선뿐만 아니라 기업 및 정부의 권력을 제한하기 위한 법적 규제와 같은 사회적 노력이 필요하다고 주장한다.
인터넷은 1980년대까지 정부와 학문적 노력으로 시작되었지만, 1990년대에는 민간 기업들이 인터넷의 하드웨어와 소프트웨어를 둘러싸기 시작했고, 현재 대부분의 인터넷 인프라는 영리 기업들이 소유하고 관리하고 있다. 그 결과, 정부가 자국민의 사생활을 보호할 수 있는 능력은 주로 산업 정책에 국한되어 통신이나 개인 정보를 취급하는 기업에 대한 통제를 도입하고 있다. 개인정보 보호 규정은 종종 아동과 같은 특정 인구 통계만을 보호하도록 더욱 제한된다. 이와 더불어 신용카드 사무소와 같은 특정 산업에서도 제한된다.

### 소셜 네트워킹
여러 온라인 소셜 네트워크 사이트(OSN)는 전 세계에서 가장 많이 방문하는 웹사이트 상위 10위 안에 들었다. 예를 들어, 2015년 8월 기준으로 Facebook은 약 27억 개의 소셜 네트워킹 사이트로 가장 큰 규모를 자랑했다. 매일 47억 5천만 개 이상의 콘텐츠를 업로드하는 회원들도 페이스북은 자랑하였다. 트위터는 3억 1,600만 명의 등록 사용자로 규모가 훨씬 작지만, 미국 의회도서관은 최근 2006년부터 전체 공개 트위터 게시물 아카이브를 인수하여 영구적으로 저장할 것이라고 발표했다.
온라인 소셜 네트워킹에서 개인의 프라이버시 가치에 대한 현재 상태에 대한 학술 연구를 검토하고 평가한 결과, 다음과 같은 결과가 나타났다: "첫째, 성인들은 젊은 사용자들보다 잠재적인 프라이버시 위협에 대해 더 걱정하는 것 같다. 둘째, 정책 입안자들은 OSN에서 정보 프라이버시의 위험을 과소평가하는 많은 사용자들에 대해 경각심을 가져야 한다. 셋째, OSN과 그 서비스를 사용하는 경우 전통적인 일차원 프라이버시 접근 방식이 부족한다." 이는 성적 지향, 인종, 종교적 및 정치적 견해, 성격 또는 지능과 같은 개인적 특성이 텍스트, 검색 로그 또는 페이스북 좋아요 샘플과 같은 다양한 디지털 발자국을 기반으로 추론될 수 있다는 비동의화 연구로 인해 더욱 악화된다.
소셜 미디어 개인정보 침해는 미국의 고용에 영향을 미치는 것으로 알려져 있다. Microsoft는 현재 미국 채용 담당자와 인사 전문가의 75%가 후보자에 대한 온라인 조사를 수행하고 있으며, 검색 엔진, 소셜 네트워킹 사이트, 사진/비디오 공유 사이트, 개인 웹 사이트 및 블로그, 트위터에서 제공하는 정보를 자주 사용한다고 보고한다. 또한 미국 채용 담당자의 70%가 인터넷 정보를 기반으로 지원자를 거부했다고 보고한다. 이로 인해 많은 지원자들이 온라인 평판을 통제하는 것 외에도 다양한 온라인 개인정보 보호 설정을 통제해야 할 필요성이 생겨났으며, 이와 함께 소셜 미디어 사이트와 미국 고용주 모두에 대한 법적 소송이 제기되었다.

#### 셀카 문화
셀카는 오늘날 인기가 많다. #selfie 해시태그와 함께 사진을 검색하면 인스타그램에서 2,300만 건 이상의 결과를, #me 해시태그와 함께 5,100만 건 이상의 결과를 검색한다. 그러나 현대의 기업 및 정부 감시로 인해 이는 개인정보 보호에 위험을 초래할 수 있다. 3,763명의 표본 크기를 대상으로 한 연구에서 연구자들은 소셜 미디어에 셀카를 게시하는 사용자의 경우 일반적으로 여성이 남성보다 프라이버시에 대한 우려가 더 크며, 사용자의 프라이버시 우려가 자신의 셀카 행동과 활동을 역으로 예측한다는 사실을 발견했다.

#### 온라인 괴롭힘(사이버 불링)
누군가의 사생활 침해는 인터넷을 통해 광범위하고 빠르게 확산될 수 있다. 소셜 미디어 사이트와 기타 온라인 커뮤니티가 콘텐츠 중재에 투자하지 않을 경우, 사생활 침해는 사람들을 다른 방법보다 훨씬 더 많은 양과 정도의 괴롭힘에 노출시킬 수 있다. 리벤지 포르노는 아만다 토드의 자살이나 타일러 클레멘티의 자살과 같은 여성 혐오적이거나 동성애 혐오적인 괴롭힘으로 이어질 수 있다. 독싱을 통해 누군가의 신체적 위치나 기타 민감한 정보가 인터넷을 통해 유출될 경우, 괴롭힘은 스토킹이나 스왓팅과 같은 직접적인 신체적 피해로 확대될 수 있다.
개인정보 침해가 온라인 괴롭힘을 확대할 수 있음에도 불구하고, 온라인 괴롭힘은 종종 언론의 자유를 제한하거나 익명성을 통해 개인정보 보호에 대한 기대를 제거하거나 수색 영장 없이 법 집행 기관이 개인정보를 침해할 수 있도록 하는 명분으로 사용된다. 아만다 토드의 사망 이후 캐나다 의회는 괴롭힘을 중단할 것을 촉구하는 법안을 제안했지만, 토드의 어머니는 영장 없는 개인정보 침해 조항 때문에 이 법안을 거부하는 의회 증언을 하며 "우리 아이들이 다시 프라이버시 권리를 잃음으로써 피해를 입는 것을 보고 싶지 않다"고 말했다
이러한 법률이 개인정보 보호 우려에도 불구하고 통과된 경우에도 온라인 괴롭힘 감소 효과를 입증하지 못했다. 2007년 방송통신위원회가 온라인 댓글 작성자 등록제를 도입했을 때 악성 댓글이 0.9% 감소하는 데 그쳤고, 2011년에는 폐지되었다. 후속 분석에 따르면, 가장 많은 댓글을 남긴 사용자들이 실명을 사용하도록 강요받았을 때 실제로 "공격적인 표현"의 수가 증가한 것으로 나타났다.
미국에서는 연방법이 성별과 인종과 같은 보호된 특성에 근거한 온라인 괴롭힘만을 금지하고 있지만, 각 주에서는 괴롭힘의 정의를 확장하여 발언을 더욱 축소했다: 플로리다의 온라인 괴롭힘 정의에는 "데이터나 컴퓨터 소프트웨어의 모든 사용"이 포함되며, "학교의 질서 있는 운영을 크게 방해하는 효과가 있다"는 내용이 포함된다.

### 개인정보 보호 및 위치 기반 서비스
점점 더 많은 모바일 기기가 위치 추적을 용이하게 한다. 이로 인해 사용자 프라이버시 문제가 발생한다. 사용자의 위치와 선호도는 개인 정보를 구성하며, 부적절한 사용은 해당 사용자의 프라이버시를 침해한다. de Montjoye 등의 최근 MIT 연구에 따르면 대략적인 장소와 시간을 구성하는 네 개의 시공간 점이 모빌리티 데이터베이스에서 150만 명 중 95%를 고유하게 식별하기에 충분한다. 이 연구는 또한 데이터셋의 해상도가 낮을 때에도 이러한 제약이 적용된다는 것을 보여준다. 따라서 거칠거나 흐릿한 데이터셋조차도 프라이버시 보호를 거의 제공하지 않는다.
위치 기반 서비스에서 사용자 프라이버시를 보호하기 위한 여러 가지 방법이 제안되었다. 여기에는 익명화 서버 사용과 정보 흐림 현상이 포함된다. 정확한 위치 정보를 얻는 이점과 개인의 프라이버시 침해 위험 간의 균형을 계산하기 위해 프라이버시를 정량화하는 방법도 제안되었다.

#### 위치 프라이버시에 대한 윤리적 논란
위치 개인정보 보호와 관련된 스캔들이 있었다. 한 가지 예로 AccuWeather와 관련된 스캔들이 있었는데, AccuWeather가 위치 데이터를 판매하고 있다는 사실이 밝혀졌다. 이 스캔들은 사용자의 위치를 추적하는 AccuWeather 내에서 제외하더라도 사용자의 위치 데이터로 구성되었다. AccuWeather는 이 데이터를 사용자의 위치와 관련된 데이터를 수익화하는 회사인 Revey Mobile에 판매했다.  다른 국제 사례들도 Accuweather 사례와 유사하다. 2017년에 McDelivery 앱 내부의 유출된 API가 220만 명의 사용자의 집 주소로 구성된 개인 데이터를 노출시켰다.
이러한 스캔들의 여파로 구글, 애플, 페이스북과 같은 많은 미국 대기업이 미국 입법 시스템 하에서 청문회와 압박을 받고 있다. 2011년 알 프랭켄 미국 상원의원은 스티브 잡스에게 공개 서한을 보내 아이폰과 아이패드가 암호화되지 않은 파일에 사용자의 위치를 기록하고 저장할 수 있는 능력에 주목했다. Apple은 이것이 의도하지 않은 소프트웨어 버그라고 주장했지만, 민주주의 및 기술 센터의 저스틴 브룩먼은 "버그라고 부르는 것을 수정하고 있다는 점은 기쁘지만 사용자를 추적한다는 강력한 부인은 예외"라며 이러한 묘사에 직접 이의를 제기했다. 2021년, 미국 애리조나주는 법원 소송에서 구글이 사용자를 오도하고 위치 설정에 관계없이 사용자의 위치를 저장했다고 판결했다.

### 광고
인터넷은 2019년 전 세계 광고 지출의 약 절반을 디지털 마케팅이 차지하면서 광고의 중요한 매체가 되었다. While 웹사이트는 맥락 광고를 통해 추적 없이 광고 공간을 판매할 수 있으며, Facebook과 Google과 같은 디지털 광고 중개업체는 대신 웹사이트 소유자가 HTTP 쿠키를 통해 사용자를 추적하는 데 사용하는 코드 스니펫을 제공하는 등 행동 광고 관행을 장려하고 있다. 이러한 추적 데이터는 대량 감시 산업의 일환으로 다른 제3자에게도 판매된다. 휴대폰이 도입된 이후 데이터 중개업체도 앱 내에 심어졌으며, 그 결과 3,500억 달러 규모의 디지털 산업이 특히 모바일 기기에 집중되었다.
디지털 프라이버시는 특히 Facebook-Cambridge Analytica 데이터 스캔들과 같은 프라이버시 스캔들의 증가와 함께 많은 모바일 사용자들의 주요 관심사가 되었다. Apple은 광고주가 사용자의 동의 없이 사용자의 데이터를 추적하는 것을 금지하는 기능에 대해 일부 반응을 받았다.구글은 프라이버시 피해를 줄였다고 주장하며 쿠키 대신 FLoC라는 대안을 도입하려 했지만, 이후 반독점 조사와 개인정보 보호 주장과 모순되는 분석으로 인해 제안을 철회했다.

### 메타데이터 (데이터베이스 시스템에서 관리상 필요한 작성자, 목록, 저장 장소 등 속성에 관련한 데이터)
지난 10년 동안 개인에 대한 온라인 문의 기능이 급격히 확장되었다. 중요한 것은 검색 로그, 검색 쿼리 또는 공개 페이스북 프로필의 내용과 같은 직접 관찰된 행동을 자동으로 처리하여 성적 지향, 정치적 및 종교적 견해, 인종, 물질 사용, 지능, 성격과 같은 개인에 대한 2차 정보를 추론할 수 있다는 점이다.

## 사생활 침해에 대한 법적 권리

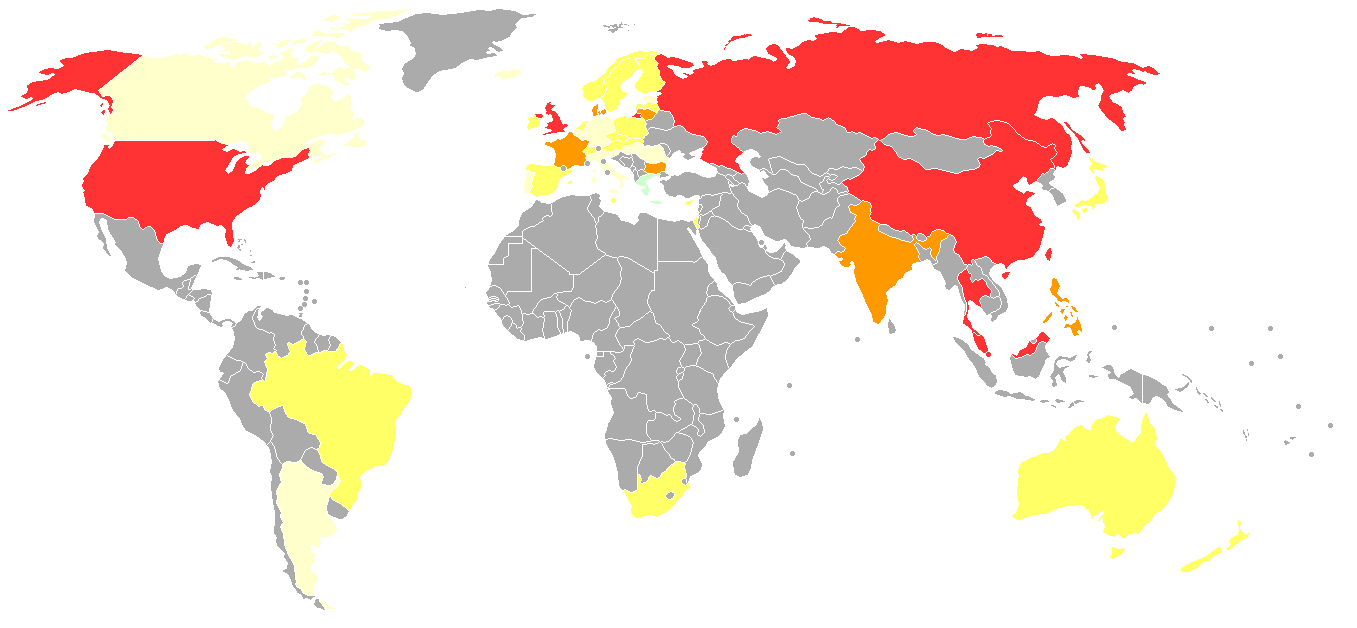
Privacy International 2007년 개인정보 보호 순위. 스펙트럼의 한쪽 끝에서 녹색은 인권 기준을 준수하는 국가를 나타내고, 다른 쪽 끝에서 빨간색은 풍토병 감시 사회로 간주되는 국가를 나타낸다. 이 순위는 Privacy International이 수행한 마지막 글로벌 보고서였으며, 헌법에 명시적으로 언급된 개인정보 보호에 대한 법적 권리를 가진 국가는 노란색과 녹색에 가까운 경향이 있는 반면, 빨간색에 가까운 경향이 없는 국가는 노란색과 녹색에 가까운 경향이 있음을 보여준다.

대부분의 국가는 헌법에서 시민에게 프라이버시 권리를 부여한다. 이에 대한 대표적인 예로는 "사람들의 사생활, 사생활, 명예와 이미지는 침해할 수 없다"는 브라질 헌법, "모든 사람은 사생활을 가질 권리가 있다"는 남아프리카 헌법, 그리고 대한민국 헌법이 "누구의 사생활도 침해되지 않는다"고 명시되어 있다. 이탈리아 헌법은 또한 프라이버시 권리를 정의한다. 헌법에 개인정보 보호 권리가 명시적으로 명시되어 있지 않은 대부분의 국가 중 법원 판결은 헌법을 해석하여 개인정보 보호 권리를 부여하려는 의도를 가지고 있다.
1988년 호주의 개인정보 보호법, 2000년 아르헨티나의 개인정보 보호법, 2000년 캐나다의 개인정보 보호 및 전자문서법, 2003년 일본의 개인정보 보호법 등 많은 국가에서 헌법 외의 광범위한 개인정보 보호법을 시행하고 있다.
국가 개인정보 보호법 외에도 국제적인 개인정보 보호 협약이 있다. 유엔 세계인권선언은 "누구도 사생활, 가족, 가정, 서신에 대한 자의적인 간섭을 받거나 명예와 평판에 대한 공격을 받아서는 안 된다"고 명시하고 있다. 경제협력개발기구(OECD)는 1980년에 개인정보 보호 지침을 발표했다. 유럽연합의 1995년 데이터 보호 지침은 유럽의 개인정보 보호를 안내한다. 2004년 아시아 태평양 경제 협력체의 개인정보 보호 프레임워크는 해당 조직의 구성원들을 위한 개인정보 보호 협정이다.

### 자유 시장 및 소비자 보호
프라이버시에 대한 접근 방식은 크게 자유 시장과 소비자 보호의 두 가지 범주로 나눌 수 있다.
자유 시장 접근 방식의 한 예는 개인 데이터의 개인정보 보호 및 국경 간 흐름에 관한 자발적인 OECD 가이드라인에서 찾을 수 있다. 가이드라인에 반영된 원칙들은 입법 간섭 없이 유럽연합에서 나중에 법으로 제정된 GDPR 개념을 바탕으로 분석되었다.
반면 소비자 보호 접근 방식에서는 개인이 정보에 입각한 선택을 할 시간이나 지식이 없거나 합리적인 대안이 없을 수 있다고 주장한다. 이러한 견해를 뒷받침하기 위해 젠슨과 포츠는 대부분의 개인정보 보호 정책이 일반인의 읽기 수준 이상이라는 것을 보여주었다.

### 나라별 유형

#### 호주
1988년 개인정보 보호법은 호주 정보위원회에 의해 관리된다. 1998년에 처음 도입된 개인정보 보호법은 정보 프라이버시 원칙에 따라 공공 부문, 특히 연방 정부 부처로 확대되었다. 주 정부 기관도 주 기반의 개인정보 보호법의 적용을 받을 수 있다. 이는 1997년 전기통신법 제13부에 따라 통신 제공자에게 적용된 기존의 개인정보 보호 요구사항과 은행, 법률 및 환자/의사 관계에 이미 적용된 기밀 유지 요구사항을 기반으로 한다.
2008년 호주 법률 개혁 위원회(ALRC)는 호주 개인정보 보호법에 대한 검토를 실시하고 "For Your Information"이라는 제목의 보고서를 작성했다. 호주 정부는 2012년 개인정보 보호 강화 법안을 통해 권고 사항을 채택하고 시행했다. 2015년에는 2015년에 전기통신(감청 및 접근) 개정안(데이터 보존)이 통과되어 인권에 미치는 영향과 미디어의 역할에 대한 논란이 있었다.

#### 캐나다
캐나다는 법적 전통이 민법인 퀘벡 주를 제외하고는 주와 영토가 관습법을 준수하는 연방 주이다. 캐나다의 프라이버시는 개인정보 보호법을 통해 처음 해결되었다. 1985년 정부 기관이 보유한 개인정보에 적용되는 법률이다. 이후 주와 준주는 자체 법률을 따르다. 일반적으로 해당 법률의 목적은 개인에게 개인 정보에 접근할 권리를 제공하고, 부정확한 개인 정보를 수정하며, 무단 수집, 사용 및 공개를 방지하는 것이다. 민간 부문에서 개인정보를 규제하는 측면에서 연방 개인정보 보호 및 전자문서법은("PIPEDA")는 주 차원에서 실질적으로 유사한 조항이 제정되지 않는 한 모든 관할 구역에서 시행될 수 있다. 그러나 주 간 또는 국제 정보 전송은 여전히 PIPEDA와 관련이 있다. [1] PIPEDA는 개인정보 보호위원회와 캐나다 학자들의 참여로 2021년과 2023년에 두 차례의 법 개정 노력을 거쳤다. OPC 조사가 없는 법정 사적 행동권이 없는 경우, 사생활 침해 또는 사생활 침해를 이유로 퀘벡 민법뿐만 아니라 비밀 유지 및 공개에 대한 관습법 위반이 제기될 수 있다. 프라이버시는 캐나다 권리 및 자유 헌장 제7조 및 제8조에 따라 보호된다.형법 문맥에서 일반적으로 적용된다. 퀘벡에서는 개인의 프라이버시는 퀘벡 민법 제3조 및 제35조부터 제41조에 의해 보호된다. 이는 인권 및 자유 헌장 제5조에 의해 보장된 내역이다.

#### 유럽 연합
2016년, 유럽연합은 기업이 사용자로부터 개인 정보를 취득하기 전에 동의를 받도록 함으로써 개인 데이터의 오용을 줄이고 개인의 프라이버시를 강화하기 위한 일반 데이터 보호 규정(GDPR)을 통과시켰다.
유럽연합에는 데이터 보호를 위한 포괄적인 규정이 있지만, 한 연구에 따르면 법에도 불구하고 관련 당사자를 통제하고 법을 집행할 책임을 느끼는 기관이 없다는 점에서 집행이 부족한 것으로 나타났다. 유럽연합은 또한 다른 나라들이 채택한 '잊혀질 권리' 개념을 지지하고 있다.

#### 인도
2009년 아다하르 프로젝트가 도입된 이후 12억 명의 인도인 모두가 12자리 생체 인식 보안 번호를 사용하게 되었다. 아다하르는 인도의 빈곤층에게 신분증을 제공하고 사기와 자원 낭비를 방지함으로써 홍보를 강화했다. 이는 일반적으로 정부가 신분증 문제로 인해 자원을 할당할 수 없기 때문이다. 아다하르의 부상으로 인도는 아다하르 카드가 다른 경제 부문과 연관되어 공공 및 민간 기관 모두에서 개인을 추적할 수 있게 되면서 아다하르가 개인의 프라이버시를 침해하는지, 그리고 어떤 조직이 개인의 디지털 프로필에 접근할 수 있어야 하는지에 대해 논의해 왔다. 아다하르 데이터베이스도 보안 공격으로 어려움을 겪었으며, 이 프로젝트는 사회 보호 인프라의 안전성에 대한 불신에 직면하기도 했다. 2017년, 아다르 재판이 제기된 후, 인도 대법원은 사생활을 인권으로 선언했지만 아다르의 합헌성에 관한 결정을 다른 재판부로 연기했다.2018년 9월, 인도 대법원은 아드하르 프로젝트가 법적 프라이버시 권리를 침해하지 않는다고 판결했다.

#### 영국
영국에서는 개인정보 침해에 대한 소송을 제기하는 것이 불가능하다. 다른 불법행위(일반적으로 신뢰 위반)에 따라 소송을 제기할 수 있으며, EC 법에 따라 개인정보 보호가 고려되어야 한다. 영국에서는 개인정보 공개가 공익을 위한 것이라는 점을 방어하는 경우가 있다. 그러나 공식 정보에 대한 접근을 촉진하고 개인 정보를 보호하기 위해 설립된 독립 공공 기관인 정보위원회(ICO)가 있다. 이들은 모범 사례를 홍보하고, 적격 불만 사항을 판결하며, 개인과 조직에 정보를 제공하고, 법이 위반될 경우 조치를 취함으로써 이를 수행한다. 관련 영국 법률에는 다음이 포함된다: 데이터 보호법 1998, 정보 자유법 2000, 환경 정보 규정 2004, 프라이버시 및 전자 통신 규정 2003. ICO는 또한 온라인에서 프라이버시를 보호하는 다양한 방법을 더 자세히 설명하는 "개인 정보 툴킷"을 온라인으로 제공하고 있다.

#### 미국
미국에서는 개인정보 보호법이 발전하면서 1890년대에 이르러서야 개인정보 보호에 대한 보다 체계적인 논문이 등장했다. 미국 헌법에는 프라이버시 권리가 명시적으로 포함되어 있지 않지만, 헌법 제4차 수정헌법에 따라 개인 프라이버시뿐만 아니라 지역 프라이버시도 암묵적으로 부여될 수 있다. 미국 대법원은 다른 보증들이 정부의 침입에 대한 프라이버시 권리를 암묵적으로 부여하는 페넘브라를 가지고 있다는 사실을 발견했다. 예를 들어, Griswold 대 코네티컷 사건과 Roe 대 웨이드 사건이 있다. Dobbs 대 잭슨 여성 건강 기구는 나중에 Roe 대 웨이드 사건을 기각했으며, 대법원 판사 Clarence Thomas는 Griswold의 페넘브라 주장이 "얼굴의 부조리"를 가지고 있다고 묘사했다. 이는 미국에서 헌법상 프라이버시 권리의 유효성과 이에 의존한 이전 결정들에 대해 의문을 제기한다. 미국에서는 수정헌법 제1조에서 부여된 언론의 자유 권리가 사생활 침해 소송의 영향을 제한하고 있다. 미국에서는 1974년 개인정보 보호법과 다양한 주법에 의해 개인정보 보호가 규제되고 있다. 1974년 개인정보 보호법은 연방 정부 행정부의 연방 기관에만 적용된다. 미국에서는 아동 온라인 프라이버시 보호법(CPPA)과 같은 법률을 통해 특정 프라이버시 권리가 확립되었다, 그램-리치-블레이리 법(GLB)과 건강보험의 휴대성 및 책임에 관한 법률(HIPAA).
EU 및 대부분의 EU 회원국과 달리 미국은 비미국 시민의 프라이버시 권리를 인정하지 않는다. 유엔의 프라이버시 권리 특별보고관인 조셉 A. 카나타치는 이러한 구분을 비판했다.

## 프라이버시의 개념

### 맥락적 무결성으로서의 프라이버시
맥락적 무결성 이론은 헬렌 니센바움이 개발한 프라이버시는 적절한 정보 흐름으로 정의되며, 여기서 적절성은 사회적 맥락에 특화된 합법적이고 정보적인 규범에 부합하는 것으로 정의된다.

### 내버려둘 권리
1890년, 미국의 법학자 사무엘 D. 워렌과 루이스 브랜다이스는 "프라이버시 권리"라는 글을 썼는데, 이 글에서 그들은 이 문구를 프라이버시의 정의로 사용하여 "버려둘 권리"를 주장했다. 이 개념은 자연권 이론에 의존하며 개인 보호에 중점을 둔다. 이 인용은 사진, 옐로우 저널리즘이라고도 하는 선정주의 저널리즘과 같은 최근 기술 발전에 대한 대응이다.
"외톨이"라는 의미에 대한 광범위한 논평이 있으며, 그 중에서도 다른 사람의 관심을 끌기 위해 은둔을 선택할 권리와 자신의 집과 같은 사적인 환경에서 감시나 감시로부터 자유로울 권리를 의미하는 것으로 해석되어 왔다. 이 초기의 모호한 법적 개념은 프라이버시를 광범위한 법적 보호를 쉽게 설계할 수 있게 하는 방식으로 설명하지는 않았지만, 개인의 프라이버시 권리 개념을 강화하고 미국에서 이러한 권리에 대한 논의의 유산을 시작했다.

### 제한된 접근
제한된 접근성은 다른 개인과 조직이 자신에 대한 정보를 수집하지 않고 사회에 참여할 수 있는 능력을 의미한다.
다양한 이론가들은 개인 정보에 대한 접근을 제한하는 시스템으로서 프라이버시를 상상해 왔다. 에드윈 로렌스 고드킨은 19세기 후반에 "사생활, 즉 모든 사람이 자신의 일을 스스로 처리하고 어느 정도까지 대중의 관찰과 토론의 대상이 될 것인지 스스로 결정할 권리보다 법적 보호를 받을 만한 가치가 있는 것은 없다"고 썼다. 이는 루스 개비슨이 제시한 것과 유사한 접근 방식을 채택한 것으로 볼 수 있다. 9년전에, 시셀라 복은 프라이버시가 "물리적 접근, 개인 정보, 또는 주의로부터 타인의 원치 않는 접근으로부터 보호되는 조건"이라고 말했다.

### 정보 통제
개인 정보에 대한 통제는 "개인, 그룹 또는 기관이 자신에 대한 정보가 언제, 어떻게, 어느 정도 다른 사람에게 전달되는지 스스로 결정하는 것"이라는 개념이다. 일반적으로 다른 사람과 합의적으로 대인 관계를 형성한 사람은 그 관계에 있는 사람에 대한 프라이버시 권리에 의해 "보호"되지 않는다. 찰스 프리드는 "프라이버시는 단순히 다른 사람들의 마음속에 우리에 대한 정보가 없는 것이 아니라, 우리가 자신에 대한 정보를 통제하는 것"이라고 말했다 그럼에도 불구하고 빅데이터 시대에는 정보에 대한 통제가 압박을 받고 있다.

### 개인정보 보호 상태
앨런 웨스틴은 프라이버시의 네 가지 상태, 즉 경험을 정의했다: 고독, 친밀감, 익명성, 그리고 예비성. 고독은 타인과의 물리적 분리이다. 친밀감은 한 쌍 또는 소수의 개인이 고립된 결과로 나타나는 "두 명 이상의 개인 간의 긴밀하고 편안하며 솔직한 관계"이다. 익명성은 "개인이 '공공 사생활'을 원할 때의 욕구"이다. 마지막으로, 예비성은 "불필요한 침입에 대한 심리적 장벽을 만드는 것"이다. 이러한 심리적 장벽을 만드는 것은 다른 사람들이 자신에 관한 정보의 소통을 제한하려는 개인의 필요나 욕구를 존중하도록 요구한다.
커스티 휴즈는 예비성이라는 심리적 장벽 외에도 신체적, 행동적, 규범적이라는 세 가지 종류의 개인정보 보호 장벽을 추가로 확인했다. 벽과 문과 같은 물리적 장벽은 다른 사람들이 개인에게 접근하고 경험하는 것을 방해한다. (이러한 의미에서 개인에 대한 '접근'에는 개인 정보에 대한 접근이 포함된다.) 행동 장벽은 언어를 통해, 또는 비언어적으로, 개인 공간, 신체 언어, 또는 의복을 통해 다른 사람에게 전달되며, 개인이 자신에게 접근하거나 경험하는 것을 원하지 않는다. 마지막으로, 법과 사회 규범과 같은 규범적 장벽은 다른 사람들이 개인에게 접근하거나 경험하려고 시도하는 것을 제한한다.

### 개인 통제로서의 프라이버시
심리학자 칼 A. 존슨은 '개인 통제'의 심리적 개념이 프라이버시와 밀접한 관련이 있다고 밝혔다. 그의 개념은 상황적 요인뿐만 아니라 개인적 요인에 따라 결과가 달라지는 네 단계와 두 가지 행동적 결과 관계를 포함하는 과정으로 개발되었다. 프라이버시는 "이 두 차원에서 특정 위치에 떨어지는 행동"으로 설명된다.
존슨은 사람들이 개인적인 통제를 행사하는 위치를 분류하기 위해 다음 네 단계를 조사했다: 결과 선택 통제는 다양한 결과 간의 선택이다. 행동 선택 통제는 선택된 결과를 얻기 위해 적용할 행동 전략 간의 선택이다. 결과 효과는 선택된 결과를 달성하기 위해 선택된 행동을 수행하는 것을 의미한다. 결과 실현 통제는 자신이 달성한 결과를 개인적으로 해석하는 것이다. 1차 통제와 2차 통제라는 두 가지 요소 간의 관계는 개인적 통제에 도달하는 2차원 현상으로 정의된다: 1차 통제는 결과를 직접 일으키는 행동을 설명하는 반면, 2차 통제는 간접적으로 결과를 일으키는 행동을 설명하는 것이다. 존슨은 프라이버시가 결과에 대해 2차적으로 통제하는 행동이라는 개념을 탐구한다.
로렌조 마그나니는 자신의 정체성과 의식에 대한 개인적 통제를 유지하는 데 있어 프라이버시가 얼마나 중요한지 강조하면서 이 개념을 확장한다. 그는 의식이 부분적으로 신체 외부에 저장된 내러티브와 데이터와 같은 우리 자신의 외부 표현에 의해 형성된다고 주장한다. 그러나 우리 의식의 많은 부분은 사적으로 남아 있고 외부화되는 경우가 거의 없는 내부 표현으로 구성되어 있다. 마그나니가 '정보 재산' 또는 '도덕적 자본'의 한 형태라고 부르는 이러한 내부 프라이버시는 자유로운 선택과 개인적 주체성을 유지하는 데 매우 중요하다. 마그나니에 따르면, 우리의 정체성과 데이터가 너무 많이 외부화되어 감시를 받게 되면 개인의 통제력, 존엄성, 책임을 잃게 될 수 있다. 따라서 개인정보 보호는 침입적인 외부의 힘으로부터 벗어나 우리만의 방식으로 개인 프로젝트를 개발하고 추진할 수 있는 능력을 보호한다.
다른 프라이버시 개념을 인정하면서도 프라이버시의 근본적인 관심사는 행동 선택 제어라고 주장한 존슨은 맥신 울프와 로버트 S. 라우퍼, 어윈 알트먼의 해석을 포함한 다른 해석들과 대화를 나눈다. 그는 프라이버시와 개인 통제 사이의 지속적인 관계를 명확히 하며, 여기서 윤곽이 잡힌 행동은 프라이버시뿐만 아니라 자신의 정의된 행동 결과 관계에도 의존한다.

### 보안(비밀)
프라이버시는 때때로 비밀을 유지하기 위한 옵션으로 정의되기도 한다. 리처드 포스너는 프라이버시가 사람들이 "다른 사람들이 자신에게 불리하게 사용할 수 있는 자신에 대한 정보를 숨길 수 있는 권리"라고 말했다.
다양한 법적 맥락에서 프라이버시가 비밀로 묘사될 때, 결론에 도달한다: 만약 프라이버시가 비밀이라면, 이미 공개된 정보에 대해서는 프라이버시 권리가 적용되지 않는다. 개인정보 보호에 대해 논의할 때, 일반적으로 개인이 일부 정보를 비밀로 유지하고 비공개가 아닌 공개를 선택하는 선택적인 종류의 비밀로 상상된다.

### 인격과 자율성
프라이버시는 인격의 발달과 보존을 위한 필수 전제 조건으로 이해될 수 있다. 제프리 라이먼은 프라이버시를 자신의 신체적, 정신적 현실에 대한 소유권을 인정하는 것과 자기결정권에 대한 도덕적 권리로 정의했다.사회 집단은 개인의 프라이버시 장벽을 존중하는 "사회적 의식" 또는 사회적 실천을 통해 발달 중인 아이들에게 자신의 신체에 대한 독점적인 도덕적 권리, 즉 신체에 대한 도덕적 소유권을 가지고 있음을 전달한다. 이는 능동적(물리적) 및 인지적 전유에 대한 통제를 수반하며, 전자는 자신의 움직임과 행동에 대한 통제이고 후자는 자신의 물리적 존재를 누가 그리고 언제 경험할 수 있는지에 대한 통제이다.
또한 스탠리 벤은 프라이버시를 주체로서 자신을 인식하는 관점에서 선택할 수 있는 능력을 가진 개인으로 정의했다. 선택권을 행사하려면 프라이버시가 필요하다. 명백한 관찰은 개인이 "결정적인 성격"과 "제한된 확률"을 가진 객체로서 자신을 인식하게 만든다. Co반면에, 시각적 관찰은 개인이 자신의 지식과 동의 없이 선택권을 행사하는 조건을 변화시킨다.
또한 프라이버시는 인격체의 개념과 밀접하게 연결된 자율성을 가능하게 하는 상태로 볼 수 있다. 조셉 쿠퍼에 따르면 자율적 자아 개념은 자신을 "목적적이고 자기 결정적이며 책임감 있는 주체"로 개념화하고, 자신과 타인 사이의 경계를 통제할 수 있는 자신의 능력, 즉 자신에게 접근하고 경험할 수 있는 사람과 그 정도를 통제할 수 있는 능력에 대한 인식을 의미한다. 또한, 다른 사람들은 자신의 경계를 인정하고 존중해야 한다. 즉, 개인의 사생활을 존중해야 한다.
장 피아제와 빅터 타우스크와 같은 심리학자들의 연구에 따르면, 아이들이 자신에게 접근하고 경험할 수 있는 사람을 통제할 수 있다는 것을 알게 되면서 자율적인 자아 개념이 형성된다고 한다. 또한, 교도소나 정신 기관과 같은 "전체 기관"에 대한 에르빈 고프만의 연구와 같은 특정 기관의 성인을 대상으로 한 연구도 있다. 체계적이고 일상적인 박탈감이나 사생활 침해가 시간이 지남에 따라 자율성을 저하시킨다고 제안한다.

### 자기 정체성과 개인적 성장
프라이버시는 자아 정체성을 발달시키기 위한 전제 조건으로 이해될 수 있다. 특히 프라이버시 장벽은 이 과정에서 중요한 역할을 한다. 어윈 알트먼에 따르면 이러한 장벽은 "자신의 경계를 정의하고 제한"하며 따라서 "[자신을] 정의하는 데 도움이 된다." 이 통제는 주로 다른 사람들과의 접촉을 조절하는 능력을 수반한다. 자아의 경계에 대한 "투과성"에 대한 통제는 자아를 구성하는 것을 통제하고 따라서 자아가 무엇인지 정의할 수 있게 한다.
또한 프라이버시는 개인의 성장을 촉진하는 상태로 볼 수 있으며, 이는 자아 정체성 발달에 필수적인 과정이다. 하이먼 그로스는 프라이버시, 즉 고독, 익명성, 사회적 역할에서의 일시적인 방출이 없다면 개인은 자신을 자유롭게 표현하고 자기 발견과 자기 비판에 참여할 수 없을 것이라고 제안했다. 이러한 자기 발견과 자기 비판은 자신에 대한 이해에 기여하고 정체성을 형성한다.

### 친밀감
인격 이론이 개인으로서의 프라이버시를 본질적인 부분으로 상상하는 것과 유사한 방식으로, 친밀감 이론은 인간이 다른 인간과 강화하거나 친밀한 관계를 맺는 방식의 본질적인 부분으로 프라이버시를 상상한다. 인간의 관계는 모든 개인 정보를 제공하지 않는 경우 개인 정보 보호에 대한 개인 정보를 포함하고 있기 때문에 사생활은 개인 정보 보호되지 않는 영역이다.
제임스 레이첼스는 "누가 우리에게 접근할 수 있는지 통제할 수 있는 능력과 우리에 대한 정보, 그리고 다양한 사람들과 다양한 종류의 사회적 관계를 만들고 유지할 수 있는 능력 사이에는 밀접한 연관이 있기 때문에 프라이버시가 중요하다는 개념을 발전시켰다." 친밀감을 보호하는 것은 성적 프라이버시 개념의 핵심이며, 법학 교수 다니엘 시트론은 이를 독특한 형태의 프라이버시로 보호해야 한다고 주장한다.

### 육체적 프라이버시
물리적 프라이버시는 "자신의 물리적 공간이나 고독에 대한 침입"을 방지하는 것으로 정의될 수 있다 물리적 프라이버시 권리의 법적 근거의 예로는 미국 수정헌법 제4조가 있다. 이 수정헌법은 "사람들이 부당한 수색과 압수로부터 자신의 개인, 집, 서류 및 결과물을 안전하게 보호받을 권리"를 보장한다.
신체적 프라이버시는 문화적 민감성, 개인적 존엄성 및 수줍음의 문제일 수 있다. 예를 들어 범죄나 스토킹의 피해자가 되는 것을 경계하는 경우 안전에 대한 우려도 있을 수 있다. 개인의 신체적 프라이버시를 보호하기 위해 예방할 수 있는 다양한 것들이 있다. 예를 들어, 사람들이 자신의 친밀한 행동이나 친밀한 부분을 감시하거나 개인 소유물이나 장소에 무단으로 접근하는 것을 포함한다. 특히 겸손한 이유로 전자를 피하기 위해 사용되는 가능한 노력의 예로는 옷, 벽, 울타리, 프라이버시 스크린, 성당 유리, 창문 덮개 등이 있다.

### 조직
정부 기관, 기업, 단체/사회 및 기타 조직은 개인 정보를 기밀로 유지하기 위해 다양한 보안 관행과 통제를 채택하여 자신의 활동이나 비밀이 다른 조직이나 개인에게 공개되지 않도록 하고자 할 수 있다. 조직은 비밀에 대한 법적 보호를 요청할 수 있다. 예를 들어, 정부 행정부는 행정 특권을 발동할 수 있다. 또는 특정 정보를 기밀로 선언하거나, 기업이 귀중한 독점 정보를 영업 비밀로 보호하려고 할 수 있다.

#### 프라이버시 자기 동기화
프라이버시 자기 동기화는 기업 프라이버시 프로그램의 이해관계자가 자발적으로 프로그램의 최대 성공에 협력하여 기여하는 가설 모드이다. 이해관계자는 고객, 직원, 관리자, 경영진, 공급업체, 파트너 또는 투자자일 수 있다. 자기 동기화에 도달하면 모델은 개인의 프라이버시에 대한 개인적 이익이 개인의 개인 정보를 수집하고 사용하는 기업의 비즈니스 이익과 균형을 이룬다고 말한다.

### 개인의 권리
데이비드 플래허티는 네트워크로 연결된 컴퓨터 데이터베이스가 프라이버시에 위협이 된다고 믿는다. 그는 "개인 정보의 수집, 사용 및 배포"를 포함하는 프라이버시의 한 측면으로 '데이터 보호'를 개발한다. 이 개념은 전 세계 정부가 사용하는 공정한 정보 관행의 기초를 형성한다. 플래허티는 정보 통제로서의 프라이버시 개념을 제시하며, "[개인은] 내버려두고 자신에 대한 정보가 어떻게 사용되는지에 대해 어느 정도 통제하고 싶어한다."라고 말한다.
리처드 포스너와 로렌스 레식은 개인 정보 통제의 경제적 측면에 초점을 맞추고 있다. 포스너는 개인정보 보호가 정보를 숨기고 시장 효율성을 떨어뜨린다고 비판한다. 포스너에게 고용은 노동 시장에서 자신을 판매하는 것이며, 이는 제품을 판매하는 것과 같다고 생각한다. 보고되지 않은 '제품'의 모든 '결함'은 사기이다. Lessig의 경우, 온라인에서의 개인정보 침해는 법과 법을 통해 규제될 수 있다. Lessig는 "사람들이 재산권으로서의 권리를 생각한다면 개인정보 보호가 더욱 강화될 것"이라고 주장한다. 그리고 "개인은 자신에 대한 정보를 통제할 수 있어야 한다"고 말했다.

### 집단적 가치와 인권
프라이버시를 기본 인권 중 하나로 확립하려는 시도가 있었으며, 그 사회적 가치는 민주 사회의 기능에 필수적인 요소이다.
프리실라 리건은 개인의 프라이버시 개념이 철학적으로나 정책적으로 실패했다고 믿는다. 그녀는 공유된 인식, 공공 가치, 집단적 구성 요소라는 세 가지 차원에서 프라이버시의 사회적 가치를 지지한다. 프라이버시에 대한 공유된 아이디어는 양심의 자유와 사고의 다양성을 허용한다. 공공 가치는 언론과 결사의 자유를 포함한 민주적 참여를 보장하고 정부 권력을 제한한다. 집단적 요소는 프라이버시를 나눌 수 없는 집단적 재화로 설명한다. 리건의 목표는 정책 결정에서 프라이버시 주장을 강화하는 것이다: "프라이버시의 집단적 또는 공공선적 가치뿐만 아니라 프라이버시의 공통적 및 공공적 가치를 인식한다면, 프라이버시 보호를 옹호하는 사람들은 프라이버시 보호를 주장할 더 강력한 근거를 갖게 될 것이다.".
레슬리 리건 셰이드는 개인정보 보호에 대한 인권이 의미 있는 민주적 참여를 위해 필요하며, 인간의 존엄성과 자율성을 보장한다고 주장한다. 개인정보 보호는 정보가 어떻게 분배되는지, 그리고 이것이 적절한지에 대한 규범에 따라 달라진다. 개인정보 보호의 침해는 맥락에 따라 달라진다. 인권은 유엔 인권 선언에 선례가 있다: "모든 사람은 의견과 표현의 자유를 가질 권리가 있다. 이 권리에는 간섭 없이 의견을 유지하고, 국경을 초월하여 어떤 미디어를 통해서든 정보와 아이디어를 찾고, 받고, 전달할 자유가 포함된다." Shade는 프라이버시가 시장을 통해서가 아니라 사람 중심의 관점에서 접근해야 한다고 믿는다.
영국 런던 웨스트민스터 대학교 웨스트민스터 로스쿨의 엘리자 와트 박사는 국가 정보 기관의 역외 대량 감시를 다루기 위한 접근 방식으로 국제인권법(IHRL) 개념의 "가상 통제"를 적용할 것을 제안한다. 와트 박사는 "가상 통제" 테스트를 구상하는데, 이는 개인의 통신 프라이버시 권리에 대한 원격 통제로 이해되며, ICCPR 제17조에 따라 프라이버시가 인정된다. 이는 국가들이 악용하고 있는 규범적 격차를 해소하는 데 도움이 될 수 있다고 주장한다.

### 프라이버시 역설과 경제적 가치 평가
프라이버시 역설은 온라인 사용자들이 자신의 프라이버시에 대해 걱정하지만 그렇지 않은 것처럼 행동하는 현상이다. 이 용어는 1998년 초에 만들어졌지만, 2000년이 되어서야 현재의 대중적인 의미로 사용되었다.
수잔 B. 반스도 소셜 미디어에서 사적 공간과 공적 공간 사이의 모호한 경계를 지칭하기 위해 프라이버시 역설이라는 용어를 유사하게 사용했다. 젊은이들은 성인에 비해 소셜 미디어에 더 많은 정보를 공개하는 경향이 있다. 하지만 그렇다고 해서 자신의 프라이버시에 대해 걱정하지 않는 것은 아니다. 수잔 B. 반스는 자신의 글에서 한 학생이 페이스북에 대한 텔레비전 인터뷰에서 온라인 개인 정보 공개에 대한 우려를 표명했다. 하지만 기자가 페이스북 페이지를 보여달라고 요청하자 그녀는 자신의 집 주소, 전화번호, 어린 아들의 사진을 페이지에 올렸다.
프라이버시 역설은 다양한 연구 환경에서 연구되고 각본화되었다. 여러 연구에서 온라인 사용자의 프라이버시 태도와 행동 사이에 이러한 불일치가 있음을 보여주었다. 그러나 지금까지 점점 더 많은 연구들이 프라이버시 문제와 정보 공유 행동 사이에 중요하고 때로는 큰 상관관계가 있다는 것을 보여주었다. 이는 프라이버시 역설에 반하는 것이다. 이 주제에 대해 발표된 166개의 연구를 메타 분석한 결과, 프라이버시 우려와 정보 공유 또는 프라이버시 보호 조치 사용 사이에 전반적으로 작지만 유의미한 관계가 있는 것으로 나타났다. 따라서 행동이 역설적으로 보이는 여러 개별 사례나 일화가 있지만, 평균적으로 프라이버시 문제와 프라이버시 행동은 관련이 있는 것으로 보이며, 여러 발견은 프라이버시 역설의 일반적인 존재에 의문을 제기한다.
그러나 우려와 행동 사이의 관계는 작을 가능성이 높으며, 그 이유를 설명할 수 있는 몇 가지 논거가 있다. 태도-행동 격차에 따르면 태도와 행동은 일반적으로 밀접한 관련이 없으며 대부분의 경우 밀접한 관련이 없다. 개인정보 보호 맥락에서 부분적인 불일치에 대한 주요 설명은 사용자가 위험과 보호 정도에 대한 인식이 부족하다는 것이다. 사용자들은 온라인 정보 공개의 피해를 과소평가할 수 있다. 반면에 일부 연구원들은 그 불일치가 기술 문헌의 부족과 사이트 설계에서 불일치가 부족하다고 주장한다. 예를 들어, 사용자는 개인정보 보호에 관심이 있어도 기본 설정을 변경하는 방법을 모를 수 있다. 심리학자 소냐 우츠와 니콜 C. 크레이머는 특히 사용자가 개인정보 보호 문제와 인상 관리 사이에서 균형을 맞춰야 할 때 개인정보 보호 역설이 발생할 수 있다고 지적했다.

#### 비합리적 의사결정에 관한 연구
수잔 바르트와 메노 D.T. 드 조가 수행한 연구에 따르면, 특히 모바일 컴퓨팅의 경우 의사 결정이 비합리적인 수준에서 이루어진다는 것이 입증되었다. 특히 모바일 애플리케이션은 위험 요소를 평가하지 않고 빠르고 자동으로 의사 결정을 촉진하는 방식으로 구축되는 경우가 많다. 이러한 무의식적인 메커니즘에 대한 보호 조치는 앱을 다운로드하고 설치하는 동안 접근하기 어려운 경우가 많다. 사용자 프라이버시를 보호하기 위한 메커니즘이 마련되어 있더라도 사용자는 이러한 메커니즘을 활성화할 수 있는 지식이나 경험이 부족할 수 있다.
모바일 애플리케이션 사용자는 일반적으로 개인 데이터가 어떻게 사용되는지에 대한 지식이 거의 없다. 어떤 애플리케이션을 다운로드할지 결정할 때 일반적으로 애플리케이션 공급업체가 제공하는 개인 데이터 수집 및 사용에 관한 정보를 효과적으로 해석하지 못한다. O연구에 따르면 이러한 해석 가능성 부족은 사용자가 개인 데이터 사용 권한을 요청하는 것보다 비용, 기능, 디자인, 평점, 리뷰 및 다운로드 수에 훨씬 더 많이 좌우될 가능성이 높다는 것을 의미한다.

#### 프라이버시의 경제적 가치 평가
프라이버시 위험을 감수하려는 의지는 위험 태도, 개인 정보에 대한 개인적 가치, 그리고 일반적인 프라이버시 태도(일반적으로 설문조사를 통해 측정됨)를 포함한 복잡한 요인들에 의해 주도되는 것으로 의심된다. 여러 유형의 개인 정보의 금전적 가치를 규명하려는 한 실험에서는 개인 정보에 대한 평가가 상대적으로 낮다는 결과가 나왔다. 개인 데이터를 제공하는 것은 금전적 가치뿐만 아니라 정부 과정에서의 자발적인 상호작용에서 사용 편의성을 높인다. 데이터의 가치를 확인하려면 "개인 정보를 위한 주식 시장"이 필요하다는 주장에도 불구하고, 감시 자본주의와 대중 감시 산업은 기업과 정부 간에 공유되는 이러한 형태의 데이터에 정기적으로 가격표를 붙이다.

##### 정보의 비대칭성
사용자는 항상 자신의 개인정보 보호 문제에 대응할 수 있는 도구를 제공받지 못하며, 이익이 매우 적더라도 때때로 개인 정보를 편리함, 기능성 또는 금전적 이익과 교환하려고 한다. 한 연구에 따르면 사람들은 자신의 브라우저 기록이 저렴한 식사와 동등한 가치가 있다고 생각하는 것으로 나타났다. 또 다른 연구에 따르면 프라이버시 위험에 대한 태도는 이미 위협을 받고 있는지 여부에 따라 달라지지 않는 것으로 보인다. 사용자 권한 부여 방법론은 사용자가 개인정보 보호에 기반한 결정을 내릴 수 있는 충분한 맥락을 제공하는 방법을 설명한다.

###### 프라이버시 침해의 본질적인 필요성
안드레아 벨리거와 데이비드 J. 크리거는 사용자가 개인 데이터를 공유하지 않고는 존재할 수 없는 서비스에 대해 개인정보 보호 역설을 역설로 간주해서는 안 된다고 제안한다. 그러나 일반 대중에게는 일반적으로 개인 데이터를 공유할지 여부에 대한 선택권이 주어지지 않는다, 개인 데이터를 공유하지 않으면 서비스가 실제로 존재할 수 없다는 주장을 검증하기 어렵게 만든다.

###### 프라이버시 계산 모델
프라이버시 계산 모델은 프라이버시 행동을 결정하는 두 가지 요인, 즉 프라이버시 우려(또는 인지된 위험)와 기대 혜택을 가정한다. 지금까지 프라이버시 계산은 여러 연구에 의해 뒷받침되었다.

## 프라이버시를 줄이는 행동들
다른 프라이버시 개념과 마찬가지로 프라이버시를 제거, 도전, 감소 또는 공격하는 과정이나 행동에 대해 논의하는 방법은 다양하다. 1960년 법학자 윌리엄 프로서는 프라이버시 보호를 통해 해결할 수 있는 활동 목록을 다음과 같이 만들었다:
1. 개인의 사적인 공간에 침입하거나, 자신의 일을 하거나, 고독을 바라는 것[174]
2. 공개하기 부끄러울 수 있는 사람에 대한 개인 정보 공개[174]
3. 대중이 잘못된 신념을 가질 수 있는 사람에 대한 정보 접근성 증진[174]
4. 누군가의 인격권을 침해하고, 그들의 유사성을 이용해 자신의 이익이 아닌 이익을 증진시키는 것[174]

2004년부터 2008년까지 다니엘 J. 솔로브는 이와 다른 역사적 선례를 바탕으로 개인정보에 해로운 또 다른 행동 분류를 제시했다. 여기에는 이미 어느 정도 공개되어 있는 정보 수집, 정보 처리, 정보 공유, 개인 공간을 침범하여 개인 정보를 얻는 행위 등이 포함된다.

### 정보 수집
프라이버시를 해치는 상황에서 정보 수집은 무언가를 통해 얻을 수 있는 모든 정보를 수집하는 것을 의미한다.예를 들어 감시와 심문이 있다.또 다른 예는 소비자와 마케터가 얼굴 인식을 통해 비즈니스 맥락에서 정보를 수집하는 방식으로, 최근 프라이버시와 같은 문제에 대한 우려를 불러일으키고 있다. 현재 이 주제와 관련된 연구가 진행 중이다.
Google 및 Meta와 같은 회사는 다양한 서비스와 플랫폼을 통해 사용자로부터 방대한 양의 개인 데이터를 수집한다. 이 데이터에는 브라우징 습관, 검색 기록, 위치 정보, 심지어 개인 커뮤니케이션도 포함된다. 그런 다음 이러한 회사는 이 데이터를 분석하고 집계하여 상세한 사용자 프로필을 생성하여 광고주 및 기타 제3자에게 판매한다. 이러한 관행은 명시적인 사용자 동의 없이 이루어지는 경우가 많으며, 개인이 자신의 정보가 어떻게 사용되는지에 대한 통제력이 거의 없기 때문에 개인정보 침해로 이어진다. 개인 데이터 판매는 표적 광고, 조작, 심지어 민감한 정보가 악의적인 행위자에 의해 악용될 수 있기 때문에 잠재적인 보안 위험까지 초래할 수 있다. 이러한 개인 데이터의 상업적 악용은 사용자 신뢰를 훼손하고 데이터 보호 및 개인정보 보호 권리에 대한 윤리적, 법적 우려를 크게 제기한다.

### 전체적인 정보
정보가 제공될 때 프라이버시가 침해되지 않을 수도 있지만, 그 정보가 집합적으로 수집된 후, 정보의 집합적 보고가 프라이버시를 침해하는 방식으로 함께 처리될 때 피해가 발생할 수 있다. 이 범주에서 프라이버시를 줄일 수 있는 행동에는 다음이 포함된다:
- 관련이 있지만 연결되지 않은 많은 정보를 연결하는 데이터 집계[179]
- 식별은 데이터 항목의 비식별화를 해제하여 특정 사람의 이름을 밝히지 않도록 의도된 사실을 해당 사람과 연관되도록 만드는 것을 의미할 수 있다[179]
- 데이터 보안 부족과 같은 불안감은 조직이 데이터를 보호할 책임이 있는 대신 데이터 유출로 인해 데이터를 보유한 사람들에게 피해를 주는 경우를 포함한다[179]
- 사람들이 특정 목적을 위해 데이터를 공유하는 데 동의하지만 데이터 기부자의 사전 동의 없이 데이터를 사용하는 2차 사용[179]
- 제외란 데이터를 관리하거나 데이터 사용에 참여할 기회를 제공하려는 시도 없이 사용하는 것을 말한다[179]

### 정보 전파
당신의 사생활을 세상에 팔아넘길 친구들 중에서 그를 제외하세요.— Publilius Syrus

정보 유포는 기밀로 공유된 정보가 정보 주체에게 해를 끼치는 방식으로 공유되거나 공유 위협을 받을 때 개인정보에 대한 공격이다.
이에 대한 다양한 예가 있다. 기밀 유지 위반은 한 기관이 개인의 정보를 비공개로 유지하겠다고 약속했다가 그 약속을 어기는 것을 말한다. 공개는 정보가 수집된 방식이나 정보를 제공하려는 의도와 상관없이 정보 주체에게 해를 끼치는 방식으로 사람에 대한 정보를 더 쉽게 접근할 수 있게 만드는 것이다. 노출은 공개된 정보가 주제에 감정적이거나 공유하기 금기시되는 특별한 유형의 공개이다. 예를 들어, 사생활 경험, 노출 또는 개인 신체 기능을 공개하는 것과 같은 경우이다. 접근성은 실제로 배포되지 않고 정보를 배포하지 않고 정보를 광고할 수 없는 정보를 광고할 수 있다. 협박은 누군가를 강압하기 위한 노력의 일환으로 정보를 공유하려는 위협을 가하고 있다.전유는 누군가의 인격에 대한 공격이며, 누군가의 평판이나 유사성의 가치를 이용해 전유 대상이 아닌 이익을 증진시키는 것을 포함할 수 있다. 왜곡은 오해의 소지가 있는 정보나 거짓말을 만들어내는 것을 말한다.

### 사생활 침해 침해
프라이버시에 대한 기대치의 하위 집합인 프라이버시 침해는 정보를 수집, 집계 및 유포하는 것과는 다른 개념이다. 왜냐하면 이 세 가지는 이용 가능한 데이터를 오용하는 것인 반면, 침해는 개인의 개인 비밀을 지킬 권리에 대한 공격이기 때문이다. 침입은 공개 의도가 있든 없든 정보가 수집된 개인의 존엄성과 사적 공간에 대한 권리를 모욕하는 방식으로 포착되는 공격이다.

#### 침입
침입은 개인의 사적인 개인 공간에 원치 않는 침입과 어떤 이유로든 고독을 의미하며, 그 공간을 침해하는 동안 데이터가 수집되었는지 여부에 관계없이 발생한다. 의사 결정 간섭은 어떤 주체가 다른 사람의 개인적인 의사 결정 과정에 어떻게든 자신을 주입하여 그 사람의 개인적인 결정에 영향을 미칠 수 있지만, 어쨌든 개인의 개인적인 생각을 방해하는 방식으로 그렇게 하는 것을 말한다.

#### 사생활 침해의 예
- 2019년, Apple과 Amazon의 계약직 직원들은 자동 음성 인식 소프트웨어의 품질을 개선하기 위해 회사 스마트 스피커에 캡처된 '친밀한 순간'을 계속 들어야 했다고 보고했다.[180]

## 프라이버시 보호를 개선하는 기술
프라이버시를 줄이는 행동과 마찬가지로 프라이버시에는 여러 각도가 있으며 이를 다양한 범위로 개선하기 위한 여러 가지 기술이 있다. 조직 차원에서 행동을 수행하는 경우 사이버 보안이라고 할 수 있다.

### 암호화
개인은 Apple 또는 Outlook과 같은 회사에 내장되어 가장 일반적인 S/MIME 또는 PGP라는 두 가지 암호화 프로토콜을 사용하여 이메일을 암호화할 수 있다.메시지를 암호화하여 수신자만 메시지를 읽을 수 있도록 하는 Signal 메시징 앱은 많은 모바일 기기에서 사용할 수 있으며 완벽한 순방향 비밀을 구현하는 것으로 유명하다. 시그널은 내부 고발자 에드워드 스노든으로부터 찬사를 받았다. 암호화 및 기타 개인정보 보호 기반 보안 조치는 모네로 및 ZCash와 같은 일부 암호화폐에서도 사용된다.

### 익명성
익명화 프록시 또는 I2P 및 Tor와 같은 익명화 네트워크는 IP 주소와 위치를 숨겨 인터넷 서비스 제공자(ISP)가 어떤 사이트를 방문하고 누구와 통신하는지 알 수 없도록 하는 데 사용할 수 있지만, 반드시 제3자 데이터 마이닝으로부터 사용자를 보호하는 것은 아니다. 익명화 프록시는 사용자가 소프트웨어를 다운로드해야 하는 가상 사설 네트워크(VPN)와 비교하여 사용자의 장치에 내장되어 있다.VPN을 사용하면 서버와 사용자의 컴퓨터 간에 교환되는 모든 데이터와 연결이 숨겨지므로 사용자의 온라인 데이터가 공유되지 않고 안전하게 보호되어 사용자와 ISP 사이에 장벽이 되며, 특히 공용 Wi-Fi에 연결된 경우 사용하는 것이 중요하다. 그러나 사용자는 모든 데이터가 ISP가 아닌 VPN의 서버를 통해 흐른다는 점을 이해해야 한다. 익명화 프록시 또는 VPN을 사용할지 여부는 사용자가 직접 결정해야 한다.
비기술적인 의미에서 비인지 모드 또는 개인 브라우징 모드를 사용하면 사용자의 컴퓨터가 기록, 인터넷 파일 및 쿠키를 저장할 수 없지만 ISP는 여전히 사용자의 검색 기록에 액세스할 수 있다. 익명 검색 엔진을 사용하면 사용자의 기록, 클릭 수를 공유하지 않으며 광고 차단 기능을 방해할 수 있다.

### 사용자 권한
역설적인 행동을 해결하는 방법에 대한 구체적인 해결책은 아직 존재하지 않는다. 애플리케이션 설치 시 데이터 액세스 권한을 제한하는 등 의사 결정 과정에 많은 노력이 집중되고 있지만, 그렇다고 해서 사용자 의도와 행동 사이의 간극이 완전히 좁혀지지는 않을 것이다. 수잔 바르트와 메노 드 용은 사용자가 프라이버시 문제에 대해 보다 의식적인 결정을 내리기 위해서는 디자인이 보다 사용자 지향적이어야 한다고 믿는다. 그렇긴 하지만, 예를 들어 온라인 동의 절차가 복잡하기 때문에 개인정보 보호에 대한 정보를 제공하는 것은 어렵다.

### 다른 보안 조치
사회적 의미에서 사용자가 소셜 미디어에 게시하는 개인 정보의 양을 제한하는 것만으로도 보안이 강화되어 범죄자가 신원 도용을 수행하기가 더 어려워질 수 있다.  또한 복잡한 비밀번호 세트를 생성하고 이중 인증을 사용하면 사용자가 다양한 데이터 유출이 발생할 때 계정이 유출되는 위험을 줄일 수 있다. 또한 사용자는 안티바이러스 소프트웨어를 사용하여 사용자 컴퓨터의 개인 정보 팝업 스캔과 같은 유해한 바이러스를 차단할 수 있으므로 디지털 프라이버시를 보호해야 한다.

### 법적 방법
사용자 보호를 촉진하는 법률이 있지만, 미국과 같은 일부 국가에서는 연방 디지털 개인정보 보호법이 없으며 개인정보 보호 설정은 현재 제정된 개인정보 보호법의 상태에 따라 본질적으로 제한된다. 개인정보 보호를 위해 사용자는 대리인과 대화를 시작하여 대리인에게 개인정보 보호가 주요 관심사임을 알릴 수 있으며, 이는 추가적인 개인정보 보호법이 제정될 가능성을 높인다.

## 비인간 동물의 프라이버시
생물학자인 데이비드 감쇠버러, 자연 역사학자 데이비드 감쇠버러에 의해 간략히 탈출하는 데 대해 간략히 탈출했다.
과밀로 인한 공공장소에서의 프라이버시 부족은 심장병과 고혈압을 포함한 동물의 건강 문제를 증가시킨다. 또한 과밀로 인한 스트레스는 유아 사망률과 모성 스트레스의 증가와 관련이 있다. 과밀로 인한 프라이버시 부족은 동물의 다른 문제와 연결되어 다른 동물과의 관계를 악화시킨다. 과밀로 인해 다른 종에게 자신을 드러내는 것은 동물의 삶에서 필수이며, 과밀로 인해 관계가 혼란스러워진다.
예를 들어, 데이비드 애튼버러는 유리 울타리를 통해 고릴라를 관찰할 때 고릴라의 프라이버시 권리가 침해되고 있다고 주장한다. 고릴라는 자신이 관찰되고 있다는 것을 알고 있기 때문에 관찰자가 고릴라를 얼마나 볼 수 있는지에 대한 통제권이 없다. 고릴라와 다른 동물은 안전상의 이유로 울타리 안에 있을 수 있지만, 애튼버러는 고릴라가 불필요한 눈으로 계속 관찰될 수 있는 핑계가 되지 않는다고 말한다. 또한 동물은 관찰되지 않는 공간에 숨기 시작한다. 동물원에 있는 동물들은 관람객들이 동물을 관찰하기 때문에 해롭거나 다른 행동을 보이는 것으로 밝혀졌다:
- 동물원의 솜털 타마린은 전시되지 않은 건물에 있는 타마린보다 신체 접촉과 성관계를 포함한 사회적 행동이 적는다.
- 침팬지들은 서로에게 더 공격적으로 변한다.
- 사자꼬리원숭이는 인간 방문객에 비례하여 속도를 높이고 더 많이 물어뜯는다.
- 한 동물원에서 오랑우탄은 방문객 밀도가 낮아질수록 머리를 덜 가리는 것으로 나타났다.

## 같이 보기
- 개인 생활
- 사생활 침해
- 인터넷 프라이버시
- 대중 감시
- 베리칩
- 익명
- 보안
- 프로파일링